# Коваль Олександр Іванович (підприємець)
Олександр Іванович Коваль (* 27 грудня 1959, Підгороднє, Новомосковський район, Дніпропетровська область) — народний депутат України VII скликання, секретар Комітету Верховної Ради України з питань підприємництва, регуляторної та антимонопольної політики. Член фракції «Партії регіонів». Кандидат технічних наук. Дійсний член Міжнародної академії авторів наукових відкриттів і винаходів. Заслужений шахтар України.

## Біографія
Народився в сім'ї службовця. У 1977 році закінчив Павлоградську СШ № 2.

### Освіта
Закінчив з відзнакою гірничий факультет Дніпропетровського гірничого інституту за фахом «Технологія й комплексна механізація підземної розробки родовищ корисних копалин» (1982).

### Кар'єра
Протягом трудової діяльності займав посади: гірничого майстра на шахті «Дніпровська» (1982—1983); гірничого майстра, помічника начальника дільниці, заступника начальника дільниці, начальника добувної дільниці на шахті ім. М. І. Сташкова (1983—1992); начальника добувної дільниці і заступника директора з виробництва на шахті ім. Героїв Космосу (1993—2003).
З 2003 року — директор ДВАТ «Шахта «Західно-Донбаська»» ДХК «Павлоградвугілля».
Протягом 2006—2008 років — генеральний директор ДП «Свердловантрацит». З літа 2009 року виконував обов'язки гендиректора ДП «Донецька вугільна енергетична компанія». З 2010 — генеральний директор ДП «Свердловантрацит». З 2011 року — генеральний директор ТОВ «ДТЕК СВЕРДЛОВАНТРАЦИТ».

### Досягнення
Брав участь у створенні і впровадженні новітньої гірничодобувної і гірничотранспортної техніки, зокрема комплексу «КД-99», «КТК», системи автоматичного керування конвеєрами «САУКЛ». Організовував роботу високопродуктивних лав на Західному Донбасі: 500000 т/рік; 57000 т/місяць з однієї лави та Східному Донбасі: 1000 000 т/рік.

## Політична кар'єра
З 2005 по 2010 рік — депутат Дніпропетровської обласної ради.
З 2010 року по листопад 2012 року — депутат Свердловської міської ради, голова фракції Партії регіонів Свердловської міської ради.
В 2012 році взяв участь у парламентських виборах по одномандатному мажоритарному виборчому округу № 111. За результатами голосування отримав абсолютну перемогу набравши 52,04 % голосів виборців.
12 грудня 2012 року Олександр Коваль склав присягу як народний депутат України VII скликання.

## Нагороди
- Знак «Шахтарська слава» І, ІІ, ІІІ ст.
- Знак «Шахтарська доблесть» І, ІІ, ІІІ ст.
- Заслужений шахтар України
- Почесна відзнака «За розвиток регіону»

## Особисте життя
Одружений. Разом з дружиною Тетяною Анатоліївною виховують 2 синів: Іван (1985 р. н.) та Олександр (1988 р. н.).
Захоплення: мисливство, ландшафтний дизайн, активний відпочинок.